# Estación de Villadangos
Villadangos es una estación ferroviaria situada en el municipio español de Villadangos del Páramo en la provincia de León, comunidad autónoma de Castilla y León. No dispone de servicios de viajeros desde 2013.

## Situación ferroviaria
La estación se encuentra en el punto kilométrico 142,7 de la línea férrea de ancho ibérico que une León con La Coruña a 894 metros de altitud, entre las estaciones de Quintana-Raneros y Villavante. El tramo es de vía única y está electrificado.

## Historia
La estación fue abierta al tráfico el 16 de febrero de 1866 con la puesta en marcha del tramo León-Astorga de la línea que pretendía unir Palencia con La Coruña. La Compañía de los Ferrocarriles del Noroeste de España constituía en 1862 fue la encargada de la construcción y explotación del trazado. En 1878, apremiada por el Estado para que concluyera sus proyectos en marcha Noroeste se declaró en quiebra tras un intento de fusión con MZOV que no prosperó. Fue entonces cuando la estación pasó a manos de la Compañía de los Ferrocarriles de Asturias, Galicia y León creada para continuar con las obras iniciadas por Noroeste y gestionar sus líneas. Sin embargo la situación financiera de esta última también se volvió rápidamente delicada siendo absorbida por Norte en 1885. En 1941, la nacionalización del ferrocarril en España supone la desaparición de esta última y su integración en la recién creada RENFE. 
Desde el 31 de diciembre de 2004 Renfe Operadora explota la línea mientras que Adif es la titular de las instalaciones ferroviarias.
Desde junio de 2013 no efectúan parada en la estación los trenes de viajeros, debido a la entrada en vigor de los nuevos servicios declarados como OSP (Obligación de Servicio Público), que contemplaban un recorte o supresión de paradas y frecuencias menos utilizadas por los viajeros.
En noviembre de 2019 se iniciaron las obras de construcción de una plataforma junto a la vía 5 de la estación, con la finalidad de que actúe como cargadero provisional de mercancías para empresas instaladas en el polígono industrial de la localidad. Estas obras finalizaron en la primavera de 2020.

## La estación
El edificio para viajeros es una sencilla estructura de base rectangular y planta baja con disposición lateral a las vías. Posee una vía principal y dos derivaciones de la misma numeradas como vías 1, 3 y 5. Todas ellas acceden a dos andenes, uno lateral y otro central. 
Desde 2020 cuenta con un muelle-plataforma para la carga y descarga de mercancías, situado en la vía 5 de la estación.
Normalmente sirve para cargar trenes siderúrgicos.

## Servicios ferroviarios
Los servicios que tenían parada en la estación enlazaban Villadangos con las ciudades de León y Ponferrada. Desde junio de 2013 han dejado de detenerse en la estación.
Actualmente solo cumple funciones logísticas para la carga de mercancías (especialmente productos siderúrgicos) procedentes del polígono industrial de Villadangos.